# You’re Crazy
You're Crazy – utwór amerykańskiego zespołu hardrockowego Guns N' Roses, wydany oryginalnie w 1987 roku na debiutanckim albumie Appetite for Destruction. Został pierwotnie napisany jako piosenka akustyczna pod tytułem „Fucking Crazy”, jednak później został przearanżowany na wersję elektryczną. Ta wersja jest jednym z najszybszych utworów w katalogu zespołu. Wolniejsza, akustyczna wersja została później wydana na albumie G N’ R Lies. Tekst piosenki opowiada o miłości do kobiety.